# Plac gwiaździsty

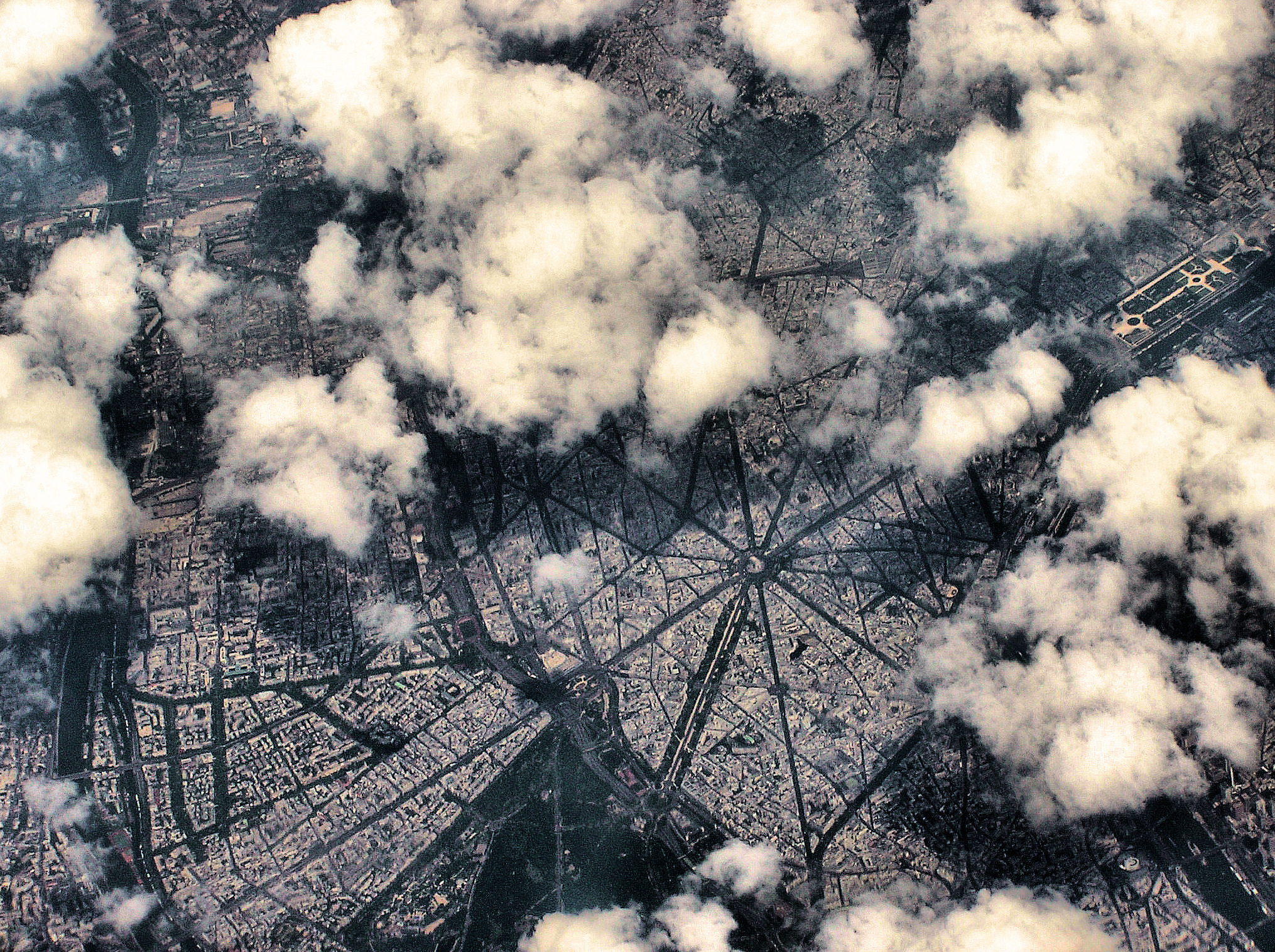
Plac Charles’a de Gaulle’a w Paryżu

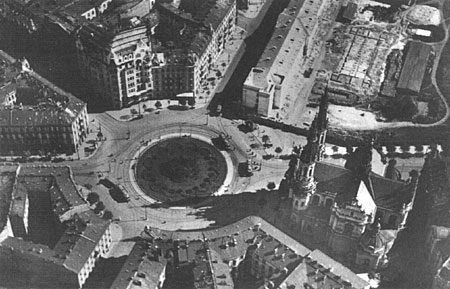
Plac Zbawiciela w Warszawie, przed 1939

Plac gwiaździsty – plac miejski, uformowany w kształcie gwiazdy. Szczególnie popularny rodzaj w okresie końca XIX wieku, protoplastą dla tego typu rozwiązań był plac Gwiazdy w Paryżu.
Najbardziej znane place gwiaździste w Polsce to:
- plac Na Rozdrożu w Warszawie,
- plac Politechniki w Warszawie,
- plac Zbawiciela w Warszawie,
- rondo Solidarności w Łodzi,
- Rynek Nowosolna w Łodzi,
- plac Grunwaldzki w Szczecinie,
- Rynek w Krynkach (12 ulic),
- plac Powstańców Śląskich we Wrocławiu.